# Prosopocera gigantea
Prosopocera gigantea es una especie de escarabajo longicornio del género Prosopocera, categorizada en la tribu Prosopocerini, de la subfamilia Lamiinae. Fue descrita por Breuning en 1950.

## Descripción
Mide 31-47 mm de longitud.

## Distribución
Se distribuye por Malaui y Tanzania.